# Ulf Hielscher
Ulf Hielscher (ur. 30 listopada 1967 w Neubrandenburgu) – niemiecki bobsleista. Brązowy medalista olimpijski z Lillehammer.
Urodził się w NRD i do zjednoczenia Niemiec reprezentował barwy tego kraju. Zawody w 1994 były jego jedynymi igrzyskami olimpijskimi. Po medal sięgnął w czwórkach. Załogę boba stanowili również Wolfgang Hoppe, René Hannemann i Carsten Embach. W 1995 był mistrzem świata w czwórkach.